# Agriogomphus jessei
Agriogomphus jessei är en trollsländeart som först beskrevs av Williamson 1918.  Agriogomphus jessei ingår i släktet Agriogomphus och familjen flodtrollsländor. Inga underarter finns listade i Catalogue of Life.